# Médine
Médine，本名Médine Zaouiche，1983年2月24日（一说1982年）出生于勒阿弗尔，是一名法国男歌手。

## 生平
Médine出生于法国勒阿弗尔的科克里欧维尔街区，他的父亲是一名阿尔及利亚裔半职业拳击手。Médine在青年时期选择加入伊斯兰教并开始进行饶舌创作，其主题多与反伊斯兰恐惧症及极右主义有关。Médine曾加入La Boussole乐队，并借此发布了个人音乐商标“Din Records”。2004年，Médine发布了他的首张专辑《11 septembre, récit du 11e jour》。

## 作品风格
Médine的作品大多与穆斯林青年在法国及西方国家的生活有关，他出生和成长的勒阿弗尔也屡次在其作品中被提及。

## 专辑
- 11 septembre, récit du 11e jour（法语：11 septembre, récit du 11e jour）（2004年）
- Jihad, le plus grand combat est contre soi-même（2005年）
- Table d'écoute（法语：Table d'écoute）（2006年）
- Arabian Panther（2008年）
- Table d'écoute 2（2011年）
- Protest Song（法语：Protest Song (album)）（2013年）
- Démineur（2015年）
- Prose Élite（法语：Prose Élite）（2017年）
- Storyteller（法语：Storyteller (album)）（2018年）
- Grand Médine（法语：Grand Médine）（2020年）
- Médine France（法语：Médine France）（2022年）

## 争议
Médine因长期支持各类伊斯兰运动而遭到批评，其2015年发布的歌曲《Don't Laïk》中含有反对世俗主义和政教分离的内容，被指支持伊斯兰主义，引发了法国右翼人士的强烈不满。2018年10月，Médine曾计划在巴塔克兰剧院举办演唱会，后在舆论压力下被迫取消。

## 个人生活
Médine的女友来自老挝，他们育有两儿一女。